# دانی پاچکو
دانی پاچکو (انگلیسی: Dani Pacheco؛ زادهٔ ۵ ژانویهٔ ۱۹۹۱) بازیکن فوتبال اهل اسپانیا است.
از باشگاه‌هایی که در آن بازی کرده‌است می‌توان به باشگاه فوتبال دپورتیوو آلاوس، باشگاه فوتبال رایو وایکانو، باشگاه فوتبال اتلتیکو مادرید، باشگاه فوتبال اوئسکا، باشگاه فوتبال رئال بتیس، باشگاه فوتبال آلکورکون، باشگاه فوتبال لیورپول، باشگاه فوتبال نوریچ سیتی، و باشگاه فوتبال بارسلونا اشاره کرد.
وی همچنین در تیم‌های ملی فوتبال زیر ۱۶ سال اسپانیا، زیر ۱۷ سال اسپانیا، زیر ۱۸ سال اسپانیا، زیر ۱۹ سال اسپانیا، زیر ۲۰ سال اسپانیا، و زیر ۲۱ سال اسپانیا بازی کرده‌است.